# Krapovickasia macrodon
Krapovickasia macrodon är en malvaväxtart som först beskrevs av Dc., och fick sitt nu gällande namn av P.A. Fryxell. Krapovickasia macrodon ingår i släktet Krapovickasia och familjen malvaväxter. Inga underarter finns listade i Catalogue of Life.